# Manuel R. Álvarez
Manuel R. Álvarez fue un político Mexicano.
En sus inicios fue partidario del gobernador Enrique O. de la Madrid, hasta que con motivo del Crimen de los Tepames el 14 de marzo de 1909, trabajó para lograr su destitución. Se unió al maderismo, siendo uno de los principales maderistas que ocupó el Palacio de Gobierno del Estado el 19 de mayo de 1911 con motivo de la entrada de las fuerzas de Eugenio Aviña que luego postularía como gobernador interino a Vicente Alfaro. Fue diputado local en las XVI Legislatura del Congreso del Estado de Colima, XVII Legislatura del Congreso del Estado de Colima y la XVIII Legislatura del Congreso del Estado de Colima cuando el gobierno de Miguel García Topete, así como presidente de la mesa directiva de la Comisión Electoral Colimense que postuló a José Trinidad Alamillo para goberdador de Colima.